# Sphagnum hampeanum
Sphagnum hampeanum är en bladmossart som beskrevs av Gustavo Venturi 1899. Sphagnum hampeanum ingår i släktet vitmossor, och familjen Sphagnaceae. Inga underarter finns listade i Catalogue of Life.